# Pocitos (Tumbes)
Pocitos es un caserío peruano ubicado en el distrito de Aguas Verdes, perteneciente a la provincia de Zarumilla del departamento de Tumbes, al norte del Perú. 

## Ubicación
Pocitos se ubica al norte de la provincia de Zarumilla, en el distrito de Aguas Verdes, en el departamento de Tumbes. Se ubica muy cerca a la frontera ecuatoriana-peruana.

## Demografía
En 2017 Pocitos tenía una población de 229 habitantes.
| Gráfica de evolución demográfica de Pocitos entre 1993 y 2017 |
|                                                               |
| Fuentes: Población 1993 y 2017                                |